# Malesien (Montenegro)
Malesien (på albanska Malësia, på serbokroatiska Malesija) är ett område i sydvästra Montenegro, vid gränsen till Albanien. Malesien kommer från albanskans Malë i Zi som motsvarar namnet Montenegro, "svart berg". Malesien var en del av det så kallade Stormalesien, Malësia e Madhe, som också bestod av norra Albanien. Landskapet har de högsta bergen på Balkan.
När Balkan blev invaderat av osmanerna flyttade albanerna upp i de malesiska bergen, och kämpade därifrån emot den erövrande makten. År 1912 blev Malesien självständigt från osmaner och slaver, men detta varade inte länge. Den jugoslaviska staten försökte assimilera maleserna till den slaviska kulturen och folket genom förtryck, bland annat genom att tvinga dem byta efternamn. Många maleser flyttade till USA men det har på senare tid blivit en malesisk återfödelse i området och befolkningsiffrorna i området har ökat. Maleserna behöll i stort sin katolska tro och sina albanska traditioner även efter den osmanska tiden.